# A Juggler's Tale
『A Juggler's Tale』は、ドイツのインディーゲームスタジオkaleidoscubeが開発し2021年9月29日に発売された横スクロールのアクションアドベンチャーゲーム。

## 概要
糸繰り人形の少女アビィ（Abby）が自由を求めて冒険するさまが描かれる物語。アビィは、昼間はサーカス団の曲芸師として舞台に立ち、夜は小さな檻の中に入れられるという生活を送っていたが、ある時サーカス団を抜け出し、追手を振り払いながら道中を進んでいく。アビィは糸で吊られているため物の下をくぐれないという制約があり、プレイヤーはこれを考慮し先に進む方法を模索することになる。
本作の内容は、とあるパブの店内で上演される人形劇という体裁をとっており、物語の5つの章それぞれの開始時と終了時には舞台の幕を開閉する演出が挿入される。また、糸繰り人形の操作は物語のナレーターのジャック（Jack）が行っているという設定で、アビィが川に落ちてしまったときに糸を引っ張って助けるなど物語の内容に干渉する。
2022年7月20日には、ゲームの内容をもとにした絵本『Abbys Traum』（文：ローレル・スナイダー、絵：kaleidoscube）が発売された。

## 開発
本作を開発したkaleidoscubeは、同じ映画学校（Filmakademie Baden-Württemberg）に通っていたメンバーで構成されており、在学中のプロジェクトの一つとして2017年に開発が開始された。その後、2018年には1年間勉強を休む機会を得て会社を設立しフルタイムでゲーム開発に取り組むことになった。開発にあたっては、映画文化の支援機関（Medien- und Filmgesellschaft Baden-Württemberg）より2万ユーロの融資を受けている。
本作が影響を受けた作品として、kaleidoscubeは『LIMBO』『INSIDE』『LITTLE NIGHTMARES-リトルナイトメア-』を挙げている。また、プレイヤーとナレーターの間に強いつながりがあるというコンセプトは『The Stanley Parable』がきっかけになっている。

## 受賞・ノミネート
- Deutscher Computerspielpreis（ドイツ語版） 2019 「Nachwuchspreis – Prototyp（ヤングタレント賞 – プロトタイプ）」受賞（他作品と共同）[7]
- Game Connection Europe 2019 「Best PC game」「Best casual game」「Best quality of art」「Best story / storytelling」「Best upcoming game」「Grand Award」受賞、「Best social effect / game beyond entertainment」ノミネート[8]
- Independent Games Festival 2020 「Best Student Game」ノミネート[9]
- Deutscher Entwicklerpreis（ドイツ語版） 2021 「Bestes Game Design（最優秀ゲームデザイン）」「Beste Grafik（最優秀グラフィックス）」「Beste Story（最優秀ストーリー）」受賞、「Bestes Deutsches Spiel（最優秀ドイツゲーム）」「Bester Sound（最優秀サウンド）」「Bestes Indie Game（最優秀インディーゲーム）」ノミネート[10]
- Deutscher Computerspielpreis 2022 「Beste Spielewelt und Ästhetik（最優秀ゲーム世界観・美的感覚）」受賞、「Nachwuchspreis – Bestes Debüt（ヤングタレント賞 - 最優秀デビュー作）」ノミネート[11]